# 안세우무 벤드레초프스키 주니오르
안세우무 벤드레초프스키 주니오르(Anselmo Vendrechovski Junior, 1982년 11월 16일 ~ )는 흔히 주닝요로 불리는 브라질의 전 수비수이다.

## 경력
코리치바 FC에서 선수 생활을 시작한 그는 보타포구 FR로 이적해 뛰어난 활약을 펼쳐 2007년 12월 7일, 브라질 세리에 A의 명문 상파울루 FC에 3년 계약으로 입단하지만 자리를 잡지 못하고, 2009년 1월, 그의 전 클럽인 보타포구로 재이적하여 주장으로 활약했다.
2010년, K-리그 2010 시즌에 앞서 수비수 보강을 원하던 수원 삼성 블루윙즈의 차범근 감독의 눈에 띄어 수원 삼성 블루윙즈에 입단했다. 입단 초기 날카로운 프리킥으로 주목을 받았으나 여름 이적 시장에서 소속팀으로 임대 복귀하였으며 이후 멕시코의 티그레스 데 라 UANL로 이적하였다.

## 수상

### 클럽
- 코리치바
  - 파라냐 지역 리그: 2003, 2004
- 보타포구
  - 리우 트로피: 2007
  - 구아나바라 트로피: 2009
- 상파울루
  - 브라질 세리에 A: 2008